# 唐珣
唐珣（1433年—1495年），字廷貴，直隸松江府華亭縣人，明朝政治人物。天順丁丑進士，弘治間累官兩廣巡撫。

## 生平
應天府鄉試第二十四名。天順元年（1457年）二甲第五十四名進士。出知合州，興學勸農，盜賊斂跡，當地民眾為其立生祠祭祀。升南京刑部员外郎、郎中，出爲福建福州府知府，成化二十二年（1486年）三月湖廣右參政，弘治元年正月升湖廣右布政使。
弘治二年（1489年）入為順天府尹。四年十一月遷都察院右副都御史，整飭薊州等處邊備兼巡撫順天等府。五年因母親計氏去世丁憂去職。七年十一月守喪期滿，即家拜右都御史、總督兩廣軍務兼理巡撫。平定叛亂，斬獲萬計。方將大用，弘治八年十月病卒。

## 轶事
《濯纓亭筆記》載唐珣任福州府知府期間識破假宦官之事。

## 家族
曾祖父唐仲明、祖父唐德亮、父亲唐宗顯。